# 大眼巴傑加州黑頭魚
大眼巴傑加州黑頭魚，為黑頭魚科的其中一種，為深海魚類，分布於東大西洋格陵蘭南部與冰島到亞速群島、西大西洋加拿大至赤道、東南太平洋智利及印度洋海域，棲息深度150-3200公尺，體長可達40公分，棲息在底中層水域，生活習性不明。

## 扩展阅读
維基物種上的相關：大眼巴傑加州黑頭魚